# Отог
39°05′37″ пн. ш. 107°58′48″ сх. д. / 39.09368° пн. ш. 107.97995° сх. д.
Отог (монгольська:ᠣᠲᠣᠭᠬᠣᠰᠢᠭᠤ Otoɣ qosiɣu; кит. 鄂托克旗, пін. Ètuōkè Qí, також Otog) — один із повітів КНР у складі префектури Ордос, Внутрішня Монголія. Адміністративний центр — містечко Улан.

## Географія
Отог лежить на заході пустелі Му-Ус, північно-західною межею хошуну слугує річка Хуанхе.

### Клімат
Хошун знаходиться у зоні, котра характеризується кліматом помірних степів та напівпустель. Найтепліший місяць — липень із середньою температурою 22,9 °C. Найхолодніший місяць — січень, із середньою температурою -9,6 °С.
| Клімат хошуну Отог      | Клімат хошуну Отог | Клімат хошуну Отог | Клімат хошуну Отог | Клімат хошуну Отог | Клімат хошуну Отог | Клімат хошуну Отог | Клімат хошуну Отог | Клімат хошуну Отог | Клімат хошуну Отог | Клімат хошуну Отог | Клімат хошуну Отог | Клімат хошуну Отог | Клімат хошуну Отог |
| Показник                | Січ.               | Лют.               | Бер.               | Квіт.              | Трав.              | Черв.              | Лип.               | Серп.              | Вер.               | Жовт.              | Лист.              | Груд.              | Рік                |
| Середній максимум, °C   | −1,9               | 2,0                | 8,5                | 16,6               | 22,9               | 27,4               | 29,2               | 26,9               | 21,9               | 15,1               | 6,6                | −0,4               | 14,6               |
| Середня температура, °C | −9,6               | −5,5               | 1,2                | 9,4                | 16,2               | 20,9               | 22,9               | 20,6               | 15,1               | 7,8                | −0,9               | −7,6               | 7,5                |
| Середній мінімум, °C    | −15,5              | −11,5              | −4,9               | 2,4                | 9,2                | 13,9               | 16,7               | 14,8               | 9,2                | 1,8                | −6,6               | −13,2              | 1,4                |
| Норма опадів, мм        | 1.5                | 2.6                | 8.3                | 8.7                | 27                 | 35                 | 53.7               | 77.1               | 34.2               | 11.6               | 3.4                | 1.3                | 264.4              |
| Вологість повітря, %    | 49                 | 44                 | 38                 | 32                 | 35                 | 42                 | 52                 | 59                 | 56                 | 51                 | 49                 | 49                 | 46.3               |
| ----------------------- | ------------------ | ------------------ | ------------------ | ------------------ | ------------------ | ------------------ | ------------------ | ------------------ | ------------------ | ------------------ | ------------------ | ------------------ | ------------------ |
| Джерело: data.cma.cn    |                    |                    |                    |                    |                    |                    |                    |                    |                    |                    |                    |                    |                    |

## Історія
Докази існування людей на території сучасного Отога датуються епохою неоліту, коли цю територію населяло плем'я Хетао (кит.: 河套人).